# Bahnstrecke Tønsberg–Eidsfoss
| Sundbyfoss Jernbanebru (2011) über den Sundbyelva |                   |                                                       |                                               |
| Streckenlänge: | 48,1 km           |                                                       |                                               |
| Spurweite: | 1067 mm (Kapspur) |                                                       |                                               |
| Maximale Neigung: | 16,7 ‰            |                                                       |                                               |
| |                   |                                                       |                                               |
| \| \| 48,10 \| Eidsfoss (bis 1907 Eidsfos) \| 35,5 moh. \| \| \| 45,40 \| Stubben (bis 1920 Brække) \| 38 moh. \| \| \| 42,20 \| Kopstad (bis 1. Juli 1915 Usby) \| 44 moh. \| \| \| \| Østbybekken (18,85 m) \| \| \| \| \| Holmestrand–Vittingfossbanen von Hvittingfoss \| \| \| \| 39,00 \| Hof \| 68,2 moh. \| \| \| 36,75 \| Sundbyfoss (bis 1909 Sundbyfos) \| 58,2 moh. \| \| \| 36,57 \| Sundbyfoss (20 m) \| Sundbyfoss (20 m) \| \| \| 33,00 \| Hildestad (bis 1926 Hillestad) \| 44 moh. \| \| \| \| Holmestrand–Vittingfossbanen nach Holmestrand \| \| \| \| 29,30 \| Barkost (ab 1925 Hp.) \| 45,3 moh. \| \| \| 24,90 \| Bakstvål (bis 1926: Bakstvold) \| 41,2 moh. \| \| \| 21,95 \| Svinevoll (bis 1926: Svinevold) \| 42,1 moh. \| \| \| 20,00 \| Bakke (ab 1929) \| Bakke (ab 1929) \| \| \| 19,14 \| Fossan \| 30,8 moh. \| \| \| 17,00 \| Revatal (bis 1926: Rævetal) \| 25,3 moh. \| \| \| 15,07 \| Valle (126 m) \| Valle (126 m) \| \| \| 14,50 \| Ramnes (ab 16. Juli 1927 Hp., ab 15. Sept. 1930 Bhf.) \| 22,4 moh. \| \| \| 12,20 \| Klopp \| 14 moh. \| \| \| 9,85 \| Fresti (20 m) \| Fresti (20 m) \| \| \| 9,72 \| Fresti (ab 16. Juli 1927 Hp.) \| 8,4 moh. \| \| \| 6,03 \| Auli (ab 1. Feb. 1902 Hp.) \| 8,4 moh. \| \| \| \| Vestfoldbanen von Sandefjord \| \| \| \| 3,24 \| Jarlsberg points \| Jarlsberg points \| \| \| \| Drammen–Skiensbanen nach Tomsbakken \| \| \| \| \| \| \| \| \| \| Slottsfjelltunnelen (1881, 235 m) \| \| \| \| \| Tønsberg (gamle stasjon) \| \| \| \| 1,50 \| Tønsberg (Knapløkken) (1915) \| 15,2 moh. \| \| \| \| Vestfoldbanen nach Tomsbakken \| \| \| \| 0,00 \| Stensarmen (1902, Bahnbetriebswerk) \| Stensarmen (1902, Bahnbetriebswerk) \| Quellen: |                   |                                                       |                                               |
| Kopfbahnhof Streckenanfang (Strecke außer Betrieb) | 48,10             | Eidsfoss (bis 1907 Eidsfos)                           | 35,5 moh.                                     |
| Haltepunkt / Haltestelle (Strecke außer Betrieb) | 45,40             | Stubben (bis 1920 Brække)                             | 38 moh.                                       |
| Haltepunkt / Haltestelle (Strecke außer Betrieb) | 42,20             | Kopstad (bis 1. Juli 1915 Usby)                       | 44 moh.                                       |
| Brücke über Wasserlauf (Strecke außer Betrieb) |                   | Østbybekken (18,85 m)                                 | Østbybekken (18,85 m)                         |
| Abzweig geradeaus und von rechts (Strecke außer Betrieb) |                   | Holmestrand–Vittingfossbanen von Hvittingfoss         | Holmestrand–Vittingfossbanen von Hvittingfoss |
| Bahnhof (Strecke außer Betrieb) | 39,00             | Hof                                                   | 68,2 moh.                                     |
| Bahnhof (Strecke außer Betrieb) | 36,75             | Sundbyfoss (bis 1909 Sundbyfos)                       | 58,2 moh.                                     |
| Brücke über Wasserlauf (Strecke außer Betrieb) | 36,57             | Sundbyfoss (20 m)                                     | Sundbyfoss (20 m)                             |
| Bahnhof (Strecke außer Betrieb) | 33,00             | Hildestad (bis 1926 Hillestad)                        | 44 moh.                                       |
| Abzweig geradeaus und nach links (Strecke außer Betrieb) |                   | Holmestrand–Vittingfossbanen nach Holmestrand         | Holmestrand–Vittingfossbanen nach Holmestrand |
| Bahnhof (Strecke außer Betrieb) | 29,30             | Barkost (ab 1925 Hp.)                                 | 45,3 moh.                                     |
| Haltepunkt / Haltestelle (Strecke außer Betrieb) | 24,90             | Bakstvål (bis 1926: Bakstvold)                        | 41,2 moh.                                     |
| Haltepunkt / Haltestelle (Strecke außer Betrieb) | 21,95             | Svinevoll (bis 1926: Svinevold)                       | 42,1 moh.                                     |
| Haltepunkt / Haltestelle (Strecke außer Betrieb) | 20,00             | Bakke (ab 1929)                                       | Bakke (ab 1929)                               |
| Bahnhof (Strecke außer Betrieb) | 19,14             | Fossan                                                | 30,8 moh.                                     |
| Haltepunkt / Haltestelle (Strecke außer Betrieb) | 17,00             | Revatal (bis 1926: Rævetal)                           | 25,3 moh.                                     |
| Brücke über Wasserlauf (Strecke außer Betrieb) | 15,07             | Valle (126 m)                                         | Valle (126 m)                                 |
| Bahnhof (Strecke außer Betrieb) | 14,50             | Ramnes (ab 16. Juli 1927 Hp., ab 15. Sept. 1930 Bhf.) | 22,4 moh.                                     |
| Bahnhof (Strecke außer Betrieb) | 12,20             | Klopp                                                 | 14 moh.                                       |
| Brücke über Wasserlauf (Strecke außer Betrieb) | 9,85              | Fresti (20 m)                                         | Fresti (20 m)                                 |
| Bahnhof (Strecke außer Betrieb) | 9,72              | Fresti (ab 16. Juli 1927 Hp.)                         | 8,4 moh.                                      |
| Bahnhof (Strecke außer Betrieb) | 6,03              | Auli (ab 1. Feb. 1902 Hp.)                            | 8,4 moh.                                      |
| Abzweig ehemals geradeaus und von rechts |                   | Vestfoldbanen von Sandefjord                          | Vestfoldbanen von Sandefjord                  |
| ehemaliger Dienststation / Betriebs- oder Güterbahnhof | 3,24              | Jarlsberg points                                      | Jarlsberg points                              |
| Abzweig geradeaus und ehemals nach links |                   | Drammen–Skiensbanen nach Tomsbakken                   | Drammen–Skiensbanen nach Tomsbakken           |
| Verschwenkung von links (Strecke außer Betrieb) · Verschwenkung von rechts |                   |                                                       |                                               |
| Tunnel (Strecke außer Betrieb) · Strecke |                   | Slottsfjelltunnelen (1881, 235 m)                     | Slottsfjelltunnelen (1881, 235 m)             |
| Kopfbahnhof Streckenende (Strecke außer Betrieb) · Strecke |                   | Tønsberg (gamle stasjon)                              | Tønsberg (gamle stasjon)                      |
| Bahnhof | 1,50              | Tønsberg (Knapløkken) (1915)                          | 15,2 moh.                                     |
| Abzweig ehemals geradeaus und nach links |                   | Vestfoldbanen nach Tomsbakken                         | Vestfoldbanen nach Tomsbakken                 |
| Betriebsstelle Streckenende (Strecke außer Betrieb) | 0,00              | Stensarmen (1902, Bahnbetriebswerk)                   | Stensarmen (1902, Bahnbetriebswerk)           |

Die Bahnstrecke Tønsberg–Eidsfoss (norwegisch Tønsberg–Eidsfossbanen (TEB)) war eine schmalspurige Bahnstrecke in Norwegen. Die Nebenstrecke der Vestfoldbane, die von Tønsberg nach Eidsfoss in Vestfold führte, wurde am 18. Oktober 1901 eröffnet und war bis zum 1. Juni 1938 in Betrieb. Ein Teil der Strecke wurde gemeinsam mit der Bahnstrecke Holmestrand–Vittingfoss betrieben.
Ein wichtiger Kunde war die Eisenhütte Eidsfos Jernverk in Eidsfoss, die gusseiserne Öfen produziert. Der Bau der Strecke war eine Antwort auf die starke wirtschaftliche Entwicklung, die von der Vestfoldbane entlang der Küste entstand.

## Tønsberg–Eidsfossbanen
Die Planungen der Strecke begannen schon vor der Jahrhundertwende. Die Kosten für die Strecke wurden auf 1,2 Millionen Kronen geschätzt. 1896 stellte die Regierung einen Zuschuss von 596.000 Kronen in Aussicht. Der Rest wurde mit öffentlichen und privaten Beiträgen finanziert.
Am 26. Mai 1900 legte das Storting fest, für die Bahnstrecke ein Darlehen in Höhe von 125.000 Kronen zu gewähren.
Die Strecke war 48 km lang, der maximale Höhenunterschied betrug 38 Meter. In den Anfangsjahren waren Holz, Düngemittel, Milch und Getreide zu befördern. 1907 wurde auf der Strecke ein Defizit von über 17.000 Kronen erwirtschaftet. In diesem Jahr waren drei Dampflokomotiven auf Strecke im Einsatz. Für die gegenseitige Vermietung von Wagen zwischen den Norges Statsbaner und der Tønsberg–Eidsfossbane wurde für einen zweiachsigen Güterwagen pro Tag 40 Öre fällig, dazu kam ein Öre pro laufendem Kilometer. Für Personenwagen galten gesonderte Vereinbarungen. Für die Nutzung der sechs Kilometer langen Strecke zwischen Hillestad und Hoff durch die Holmestrand–Vittingfossbane erhielt die Gesellschaft eine Nutzungsgebühr.

## Vestfold Privatbaner
1934 erfolgte der Zusammenschluss der beiden Gesellschaften Holmestrand–Vittingfossbanen und Tønsberg–Eidsfossbanen zur A/S Vestfold Privatbaner. Der Personenverkehr auf der HVB wurde am 27. September 1931 eingestellt. Der Güterverkehr war von 1935 an wegen der Schließung der Vittingfos Brug zeitweise eingestellt, da keine Güter zu befördern waren.
Die Strecke wurde vom Staat 1938 übernommen und am 1. Juni 1938 stillgelegt. Sämtliche Schienen wurden entfernt.

## Reste der Bahnstrecke
Der Lokschuppen, der Schiffsanleger mit Schienen in Eidsfoss und der Wasserturm in Fresti sind noch vorhanden. Der Bahnhof Revetal ist heute ein Café und der von Fossan wurde in ein Wohnhaus umgebaut. Alle anderen Zwischenstationen sind abgerissen, nur vereinzelt sind noch Reste der ehemaligen Bahnbrücken zu finden. Die Østbybekken bru, ein Steinviadukt bei Kopstad, wurde 1997 zum Kulturerbe erklärt.

## Museumsforeningen Vestfold Privatbaner
Südlich der Hillestad-Schule in Hynnås an der Bahnstrecke Holmestrand–Vittingfoss hat der Verein Museumsforeningen Vestfold Privatbaner 150 Meter Gleis neu aufgebaut. Dort wurde eine Kopie des Stationsgebäudes Ramnes neu aufgebaut, dazu wurde 2013 mit dem Bau eines kleinen Lokschuppens begonnen.

## «Eidsfosbanevise»
Über die Strecke wurde ein Musikstück verfasst: die „Eidsfos-Bahnweise“. Komponist und Texter sind unbekannt. Es existiert eine von Johannes Dehn eingespielte Schellackplatte mit einer Geschwindigkeit von 78 min−1(Gramophone 72727).